# Hilleberg

Logo

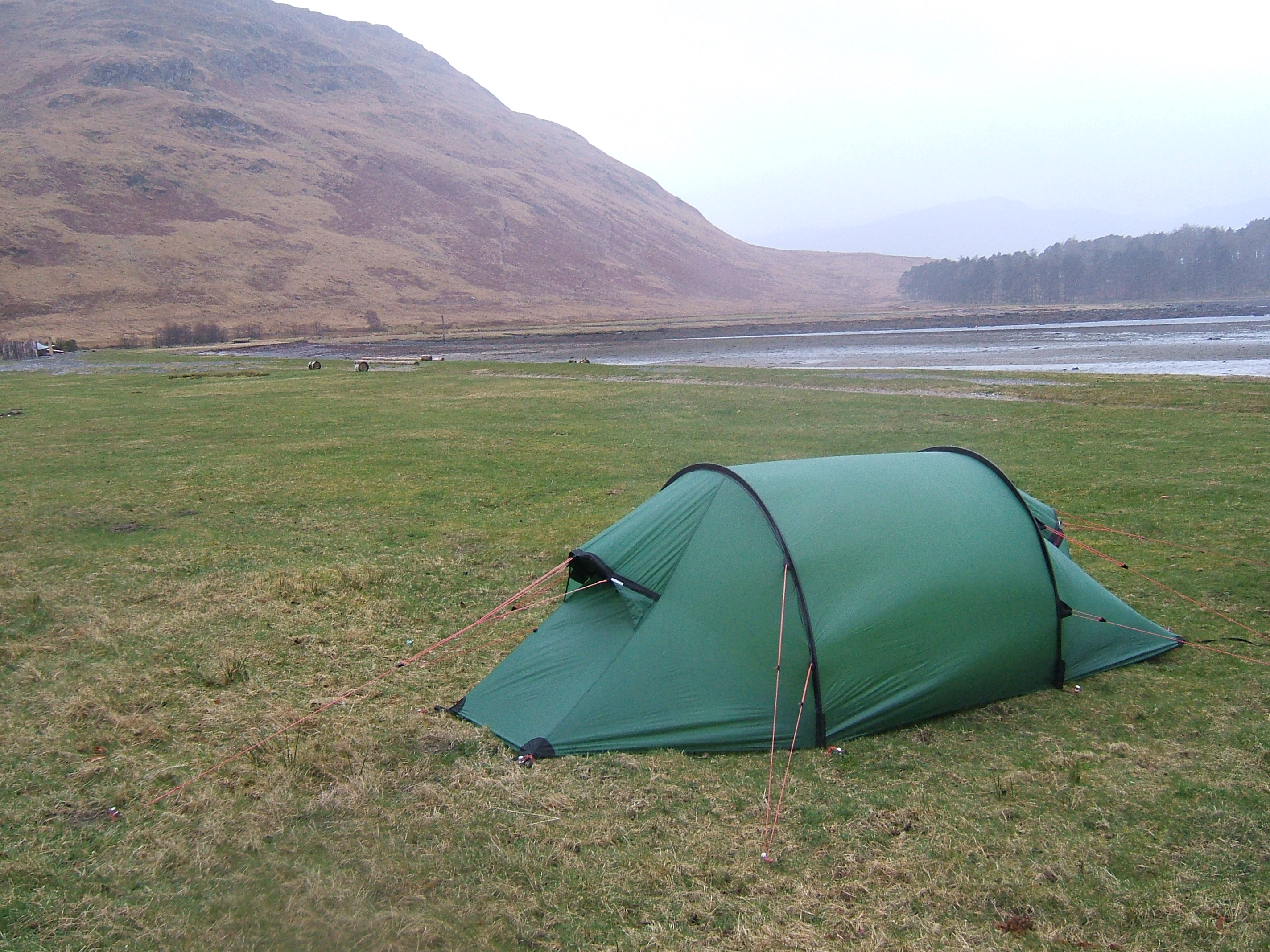
Ein „Nammatj“ in Inverie, Schottland

Hilleberg ist ein schwedischer Zelthersteller, der im Jahr 1973 durch das Ehepaar Bo und Renate Hilleberg gegründet wurde. Die Zelte von Hilleberg sind insbesondere bekannt für das geringe Gewicht, die Robustheit und hohe Preise. Die Zelte sind u. a. gedacht als Ausrüstung von Alpinisten, Trekkern und Individual-Reisenden. Hilleberg produziert auch Biwaksäcke und Tarps.
Ein prägendes Merkmal der Produkte ist das außengeführte Zeltgestänge im Außenzelt. Das Innenzelt wird an der Innenseite des Außenzeltes aufgehängt. Dies beschleunigt das Auf- und Abbauen des Zelts, weil das Innenzelt nicht vom Außenzelt getrennt werden muss. Zudem bleibt das Innenzelt trocken, wenn man das Zelt im Regen aufstellen muss.

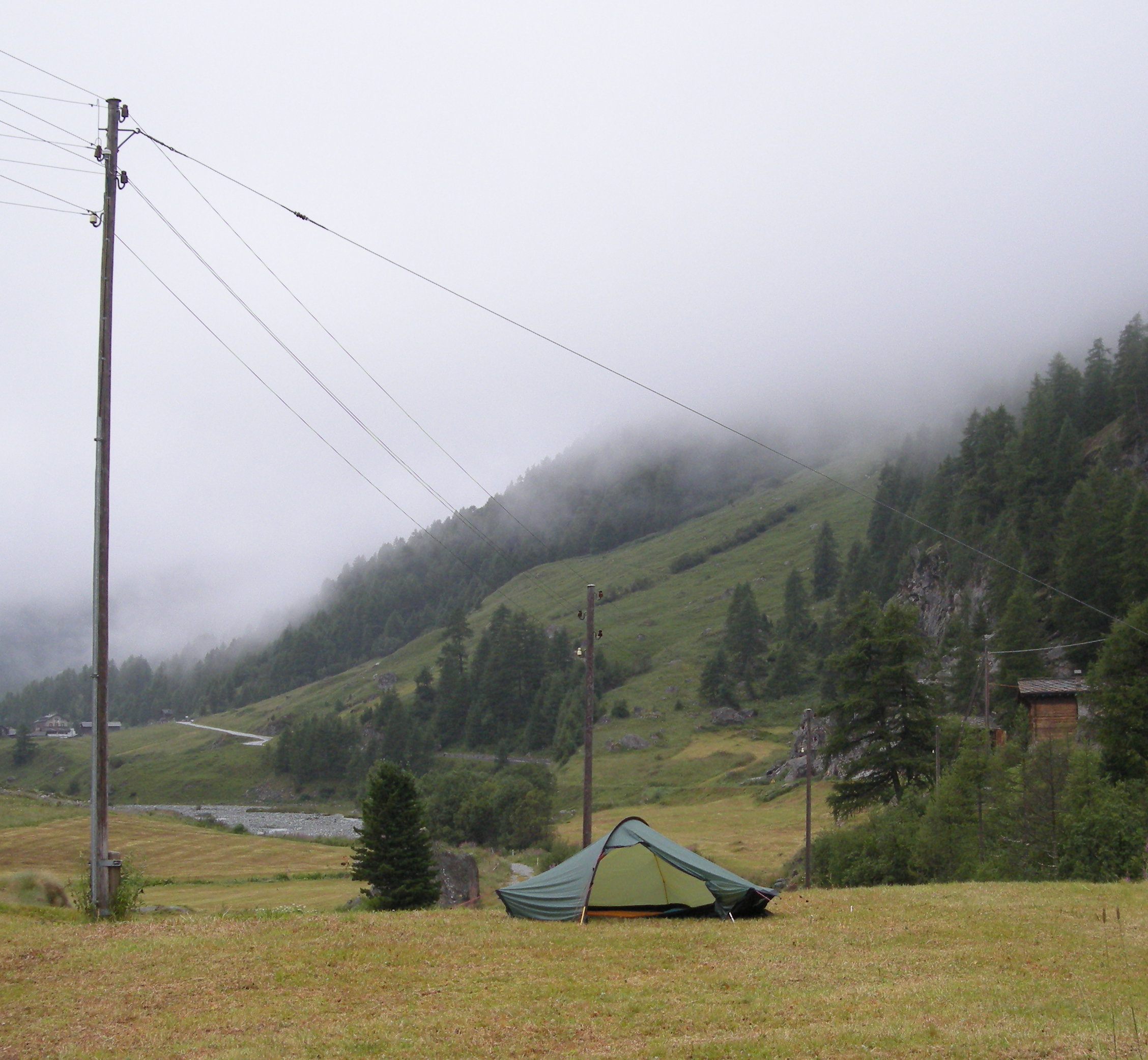
Ein „Akto“ im Wallis, Schweiz

Bereits das erste Produkt, das Zweipersonen-Firstzelt „Keb“, verfügte über dieses Merkmal. Die bekanntesten Zelte von Hilleberg sind „Keron“ (erstes modernes Tunnelzelt), das Ultraleichtzelt „Nallo“, das Expeditionszelt „Nammatj“ und schließlich das „Akto“ für das Solo-Trekking.